# Mittenothamnium pallidum
Mittenothamnium pallidum là một loài Rêu trong họ Hypnaceae. Loài này được (Brid.) Cardot mô tả khoa học đầu tiên năm 1913.